# Bătălia de la Beresteczko

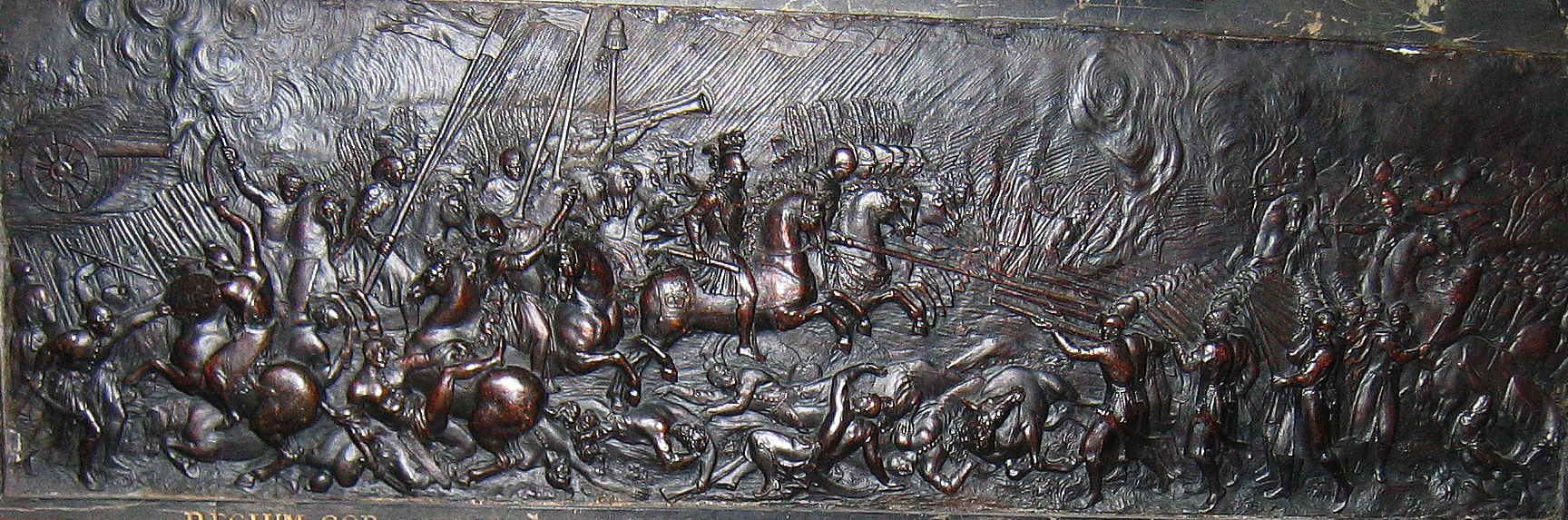
Bătălia de la Beresteczko 1651, basorelief la Abbaye de Saint-Germain-des-Prés din Paris

Bătălia de la Beresteczko (în poloneză Bitwa pod Beresteczkiem; în ucraineană Берестецька битва) s-a dat între cazacii zaporojeni răsculați, conduși de hatmanul Bogdan Hmelnițki, ajutat de tătarii crimeeni aliați pe de o parte, și de cealaltă parte armata polono-lituaniană în frunte cu regele Ioan Cazimir al II-lea Vasa. A fost cea mai mare bătălie terestră a secolului al XVII-lea.
A durat din 28 până în 30 iunie 1651 și a avut loc în Volânia. Numărul soldaților poloni participanți este necunoscut. Ducele Bogusław Radziwiłł (comandant polon) scria că armata polonă avea 80.000 de soldați. Istoricii moderni Zbigniew Wójcik, Józef Gierowski și Władysław Czapliński estimează că armata polonă avea 60.000-63.000 de soldați. Cazacii aveau circa 100.000 de oameni plus 40.000 de călăreți tătari din Crimeea și câteva mii de turci și vlahi. Ambele părți aveau câte aproximativ 40.000 de călăreți. Slăbiciunea cavaleriei cazacilor era compensată de pedestrașii excelenți, și astfel lupta a fost una echilibrată.

## Armatele
La 19 iunie, armata polonă totaliza 14.844 cavaleri poloni, 2.250 cavaleri germani, 11.900 infanteriști și dragoni germani, 2.950 pedestrași unguri, 1.550 voluntari lituanieni, 960 tătari și 30.000 de oameni pospolite ruszenie.
Comandanții poloni sperau să rupă rândurile cazacilor cu o șarjă impetuoasă a celebrilor husari înaripați poloni — tactică utilizată cu succes în multe bătălii, inclusiv în bătălia de la Kircholm, bătălia de la Kłuszyn și bătălia de la Viena. 
Oastea cazacă cunoștea tehnicile de luptă ale polonilor, având mare experiență de luptă atât de partea acesteia, cât și împotriva ei. Tactica lor a fost de a evita lupta în câmp deschis, apărându-se într-o tabără întărită.
Înaintea bătăliei, oastea căzăcească totaliza 80.000 de oameni; 28.000-33.000 tătari și un număr necunoscut de țărani ucraineni.

## Prima zi de bătălie
2000 de călăreți poloni (un regiment sub comanda lui Aleksander Koniecpolski, susținut de Jerzy Lubomirski, șase companii de călăreți pancerni ale lui Jeremi Wiśniowiecki și husarii înaripați conduși de Stefan Czarniecki) au respins un atac al tătarilor, care au suferit pierderi grele.
În prima zi de bătălie, polonii au ieșit victorioși.

## A doua zi a bătăliei
Polonii, încurajați de victoria din prima zi, au desfășurat toată cavaleria de care dispuneau. Pedestrașii și artileria au rămas în tabără și nu i-au susținut pe călăreți. Dar, de această dată, rezultatul a fost altul. Cavaleria tătarilor a ieșit câștigătoare. Tătarii s-au apropiat mult de tabăra polonă dar au fost respinși de infanterie.
Polonii au pierdut 300 de soldați, inclusiv numeroși ofițeri.
În a doua zi de bătălie, răsculații au fost câștigători.

## A treia zi de bătălie
La ora 3 după-amiaza, ducele Jeremi Wiśniowiecki a condus o șarjă cu 18 companii de cavalerie împotriva flancului drept al armatei cazaco-tătare.
Centrul armatei polone, condus de Ioan Cazimir, a înaintat. Tătarii au încercat să atace, dar au fost respinși. În timpul luptei, un nobil polon pe nume Otwinowski a observat un drapel al hanului tătar. Artileria polonă a început să tragă în direcția respectivă. Un tătar care stătea lângă han a murit. Speriat, hanul a fugit și tătarii s-au retras, răpindu-l pe Hmelnîțkîi. Doar căruțele cazacilor au mai rămas pe câmpul de luptă.

## Asediul căruțelor cazacilor
Forțele polone au asediat căruțele căzăcești. Inițial, apărătorii erau conduși de colonelul Filon Djalalii, dar după câteva zile el a fost înlocuit cu Ivan Bohun. La 10 iulie, cazacii au intrat în panică, crezând că liderii lor au fugit. Polonii i-au atacat și bătălia s-a transformat într-un măcel. Aproximativ 30.000 de oameni au murit în tabără, inclusiv femei și copii.

## Urmări
Ca urmare, Hmelnîțkîi a fost obligat să semneze tratatul de la Bila Țerkva cu polonii. Când bătălia s-a terminat, regele Cazimir a greșit neurmărindu-i pe cazacii dezorientați. Ulterior, Hmelnîțkîi, eliberat de han, a reluat luptele împreună cu zaporojenii.